# Francisco Cardenal Ugarte
Francisco Cardenal Ugarte (Ágreda, província de Sòria, 1858 - Barcelona, 21 d'octubre de 1925) fou un anarquista i mestre racionalista espanyol.

## Biografia
A començaments del segle XX era establert a Barcelona, on exercí de gerent de la publicació Tierra y Libertad. Pertanyia a la tendència anarcocomunista i era força crític amb l'anarcosindicalisme per considerar-lo reformista. Durant la vaga general del 26 de juliol de 1909 que va donar lloc als fets de la Setmana Tràgica fou detingut quan incitava a la gent al barri de les Drassanes. L'acusació d'agitació social havia de ser jutjada per la jurisdicció civil i per això se salvà d'un consell de guerra. El 18 de setembre de 1911 fou arrestat novament a Madrid acusat d'incitar les masses a la vaga revolucionària.